# جوليام بلاسيس
جوليام بلاسيس (16 يناير 1985 بسان دوني في فرنسا - ) (بالفرنسية: Guillaume Plessis)‏ هو لاعب كرة قدم فرنسي في مركز الوسط. لعب مع أيك أثينا ونادي إيفرتون ونادي بولون ونادي بيزيرز ونادي كليرمونت 63 ونادي لانس ونادي مارتيغ.

## روابط خارجية
- جوليام بلاسيس على موقع قاعدة بيانات كرة القدم.إي يو (الإنجليزية)
- جوليام بلاسيس على موقع ليكيب (الفرنسية)
- جوليام بلاسيس على موقع Soccerway.com (الإنجليزية)